# ISO 3166-2:CW
ISO 3166-2:CW – kody ISO 3166-2 dla Curaçao.
Kody ISO 3166-2 to część standardu ISO 3166 publikowanego przez Międzynarodową Organizację Normalizacyjną. Kody te są przypisywane głównym jednostkom podziału administracyjnego, takim jak np. województwa czy stany, każdego kraju posiadające kod w standardzie ISO 3166-1. 
Aktualnie (2017) dla Curaçao nie zdefiniowano kodów dla podjednostek administracyjnych, natomiast Curaçao jako autonomiczny kraj (terytorium zależne) wchodzący w skład Holandii, ma dodatkowo kod ISO 3166-2:NL wynikający z podziału terytorialnego tego państwa NL-CW.